# 卡达姆布尔
卡达姆布尔（Kadambur），是印度泰米尔纳德邦Toothukudi县的一个城镇。总人口4379（2001年）。

## 人口
该地2001年总人口4379人，其中男性2136人，女性2243人；0—6岁人口424人，其中男230人，女194人；识字率68.42%，其中男性为76.45%，女性为60.77%。